# عنخ‌اسن‌پپی سوم
عنخ‌اسن‌پپی سوم (به انگلیسی: Ankhesenpepi III) یک ملکه همسر در مصر باستان بود که در دوران حکمرانی دودمان ششم مصر زندگی می‌کرد. او به همسری فرعون پپی دوم درآمد؛ او احتمالاً خواهرزاده یا برادرزادهٔ پپی دوم نیز بوده است.
وی دختر مرنرع یکم بود و نام خود را از مادربزرگش عنخ‌اسن‌پپی یکم به ارث برد.
از جمله القاب او چنین بوده است: همسر پادشاه (ḥmt-nsw) و دختر پادشاه (zꜣt-nsw).
عنخ‌اِسِن‌پپی سوم در هرمی که در نزدیکی هرم پدربزرگش، پپی یکم قرار دارد، به خاک سپرده شد.
تابوت اصلی او از سنگ ماسه‌ای ساخته شده بود و در کف اتاق تدفین قرار داشت.
درِ تابوت از گرانیت صورتی ساخته شده بود.